# Museo Carmen Miranda

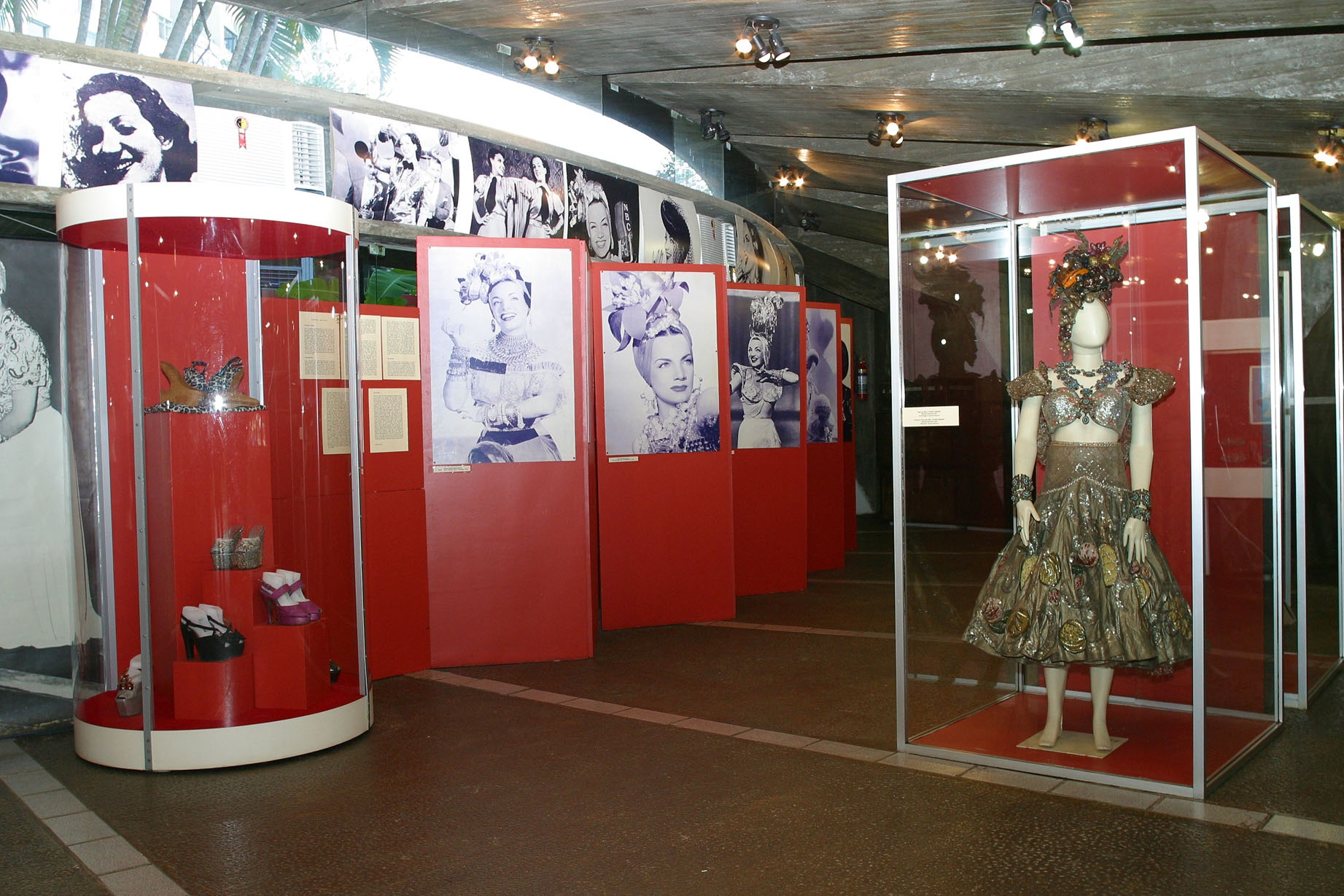
L'interno del museo.

Il Museo Carmen Miranda è un museo creato in onore della cantante e attrice Carmen Miranda (1909-1955), situato nella città di Rio de Janeiro e aperto al pubblico dal 1976.

## Storia
Creato nel 1956 e inaugurato nel 1976, il Museo è installato in un edificio circolare progettato dall'architetto modernista Affonso Eduardo Reidy, successivamente adattato dall'architetto Ulisses Burlemaqui. Si tratta di 3.348 oggetti, di cui 1.391 fotografie, 461 capi di abbigliamento, di cui 220 gioielli, 11 costumi completi da concerti e film, 8 cinture, 5 borse, 27 paia di scarpe e 38 turbanti. Il museo conserva anche un'importante documentazione bibliografica e iconografica.

## Galleria d'immagini

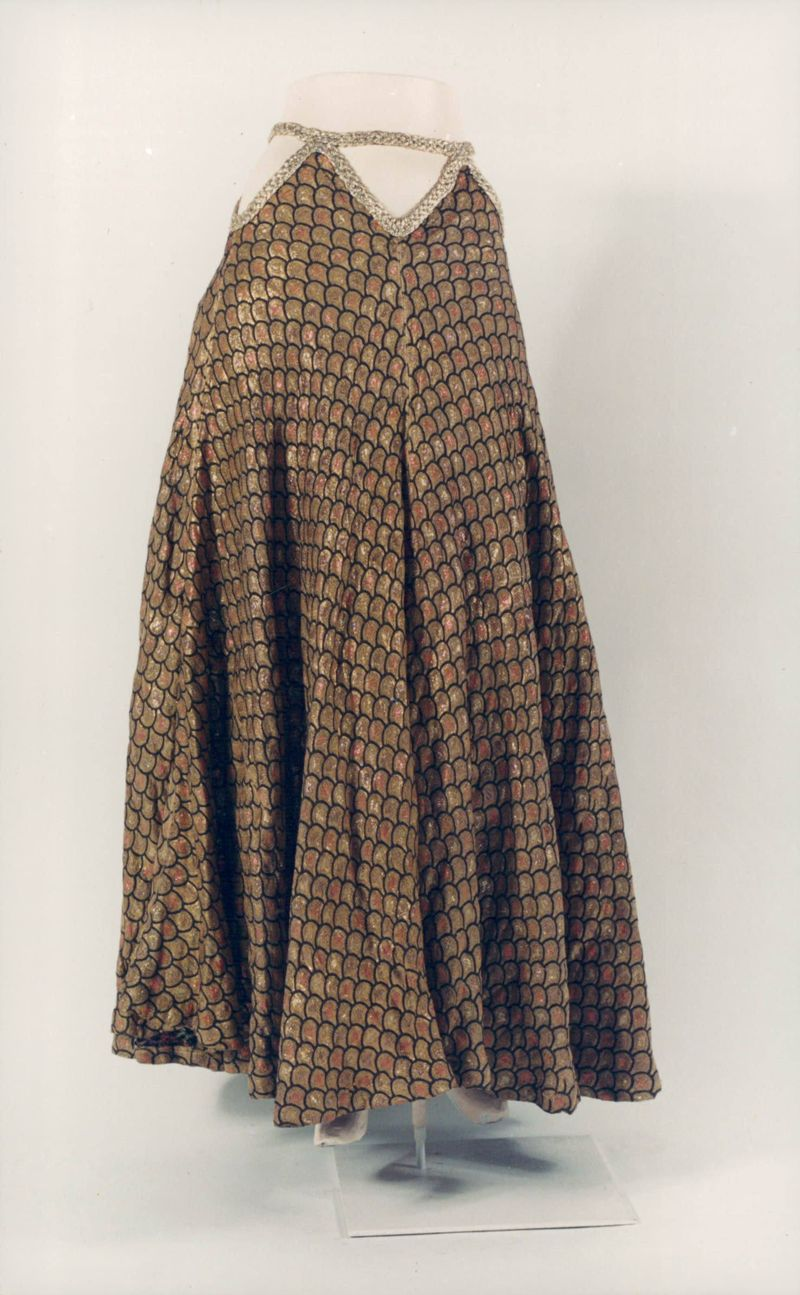
Gonna indossata negli spettacoli di Broadway, USA (1939).
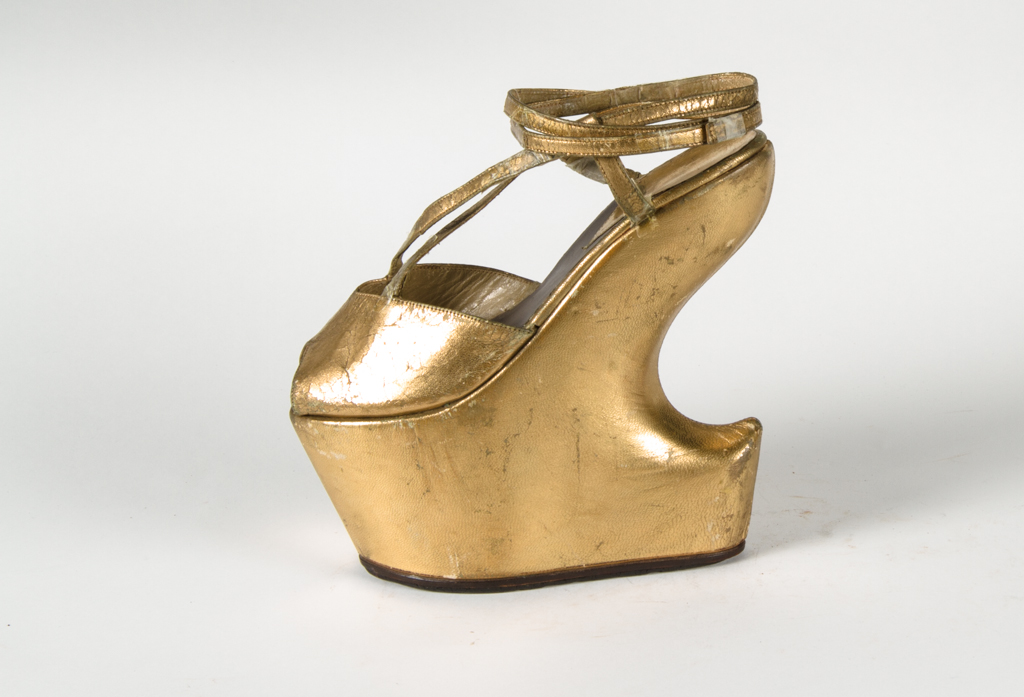
Scarpe con zeppa utilizzate in concerti e film.
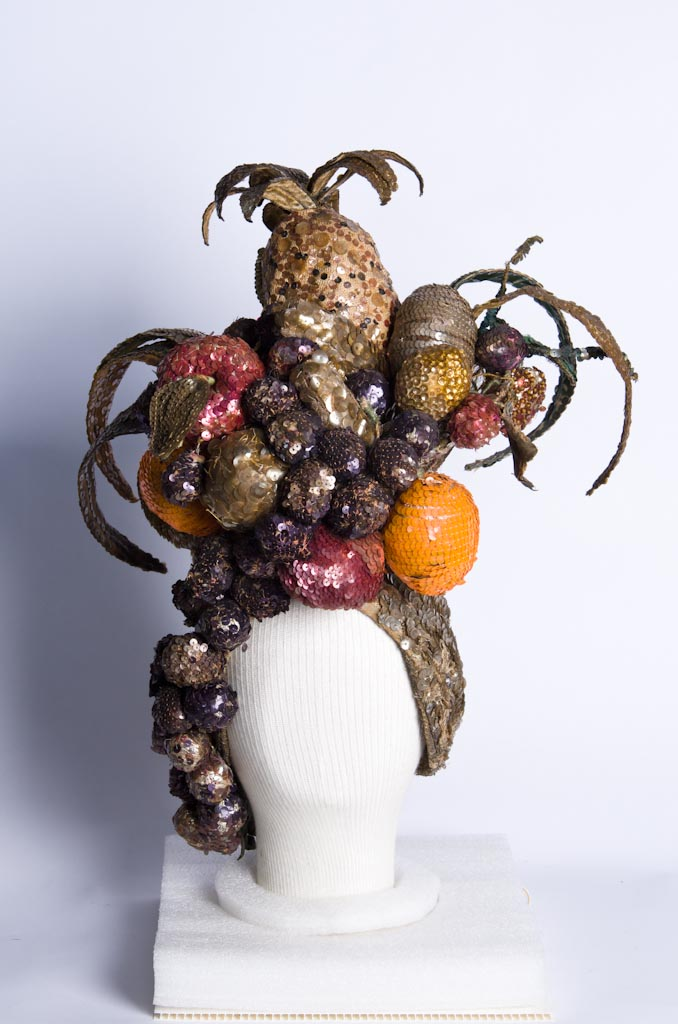
Turbante indossato in concerti e film.
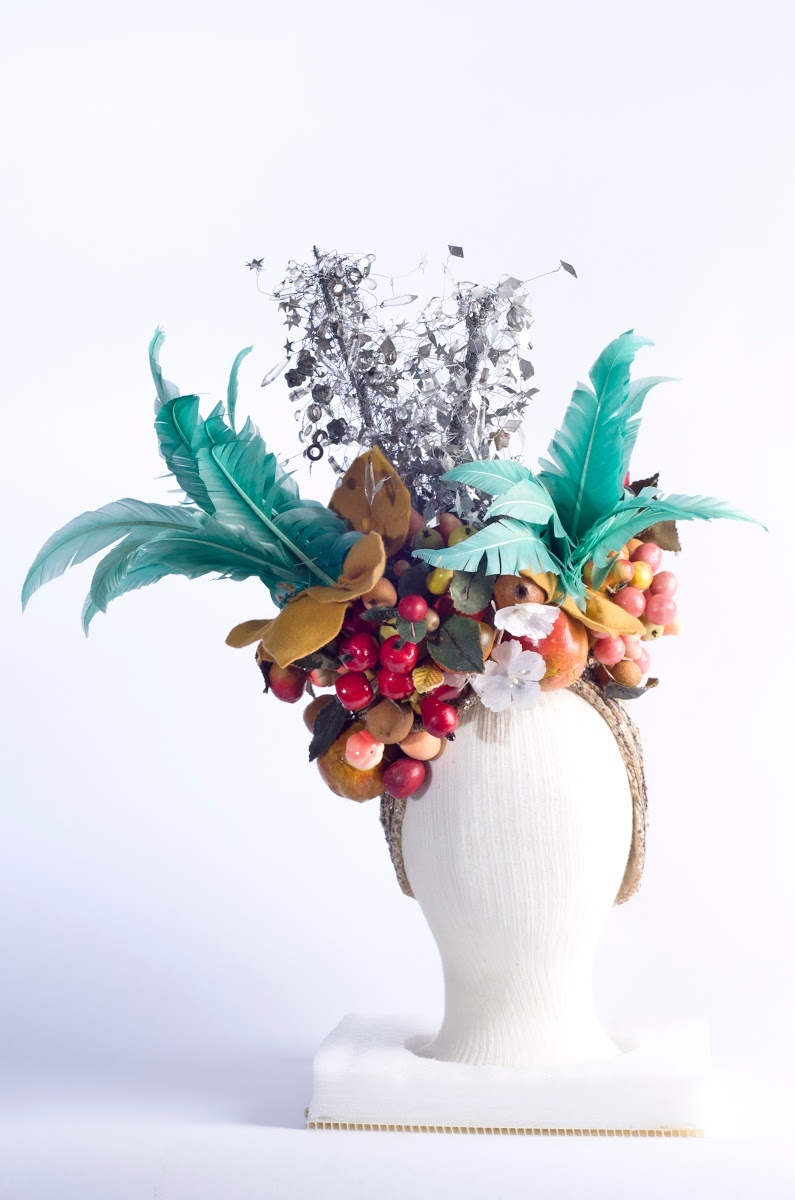
Turbante utilizzato nel film That Night in Rio (1941).
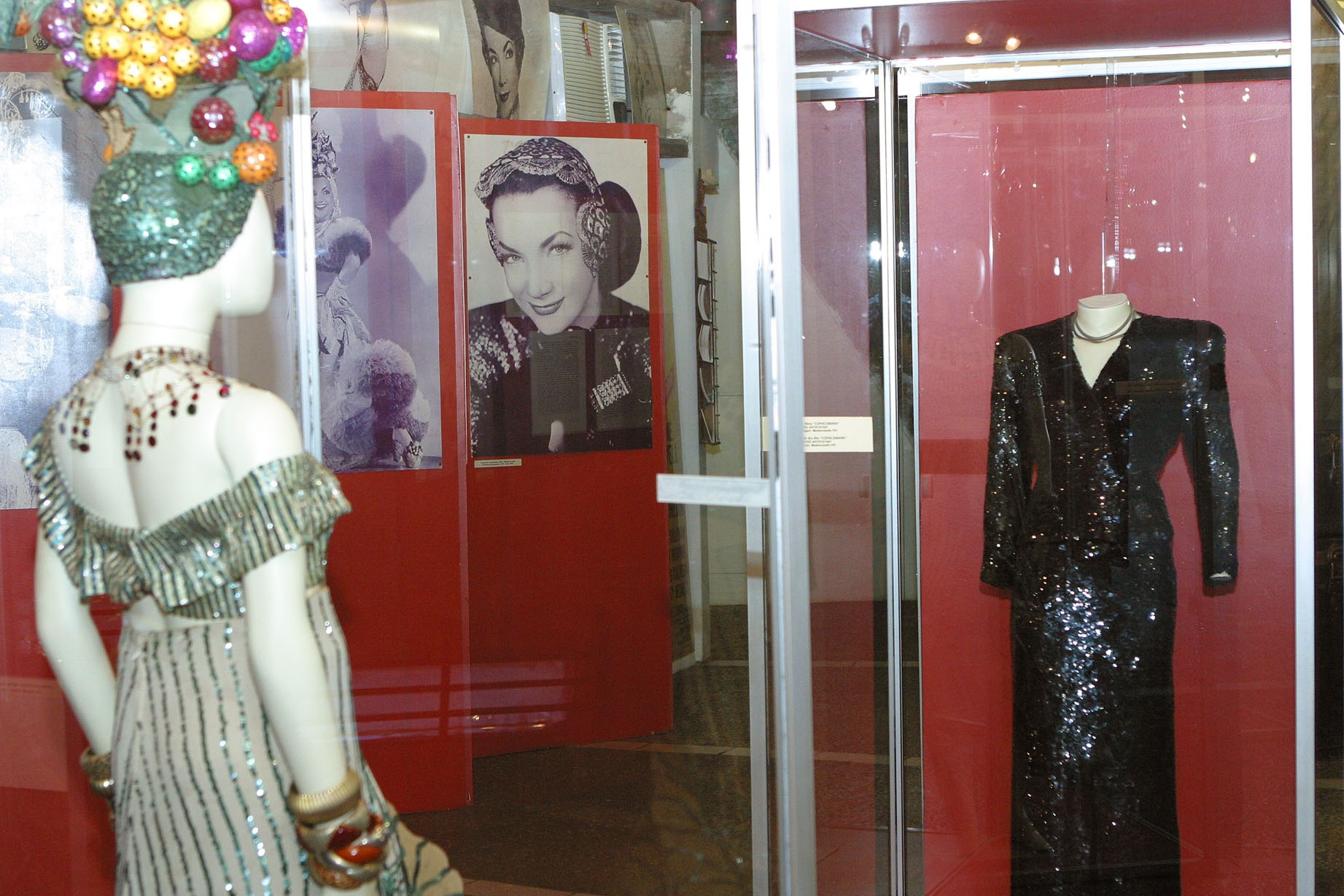
Abiti e foto di Carmen Miranda in mostra al museo.